# Mühlendorf
Mühlendorf (bambergisch: Müllndäff) ist ein Gemeindeteil der Gemeinde Stegaurach im oberfränkischen Landkreis Bamberg in Bayern.

## Geografie
Das Kirchdorf liegt etwa sieben Kilometer südwestlich von Bamberg im Tal der Aurach.
Nachbarortschaften sind Stegaurach im Osten, Kreuzschuh im Süden, Hartlanden im Südosten, Erlau im Westen, sowie Bischberg und Weipelsdorf im Norden.

## Geschichte
Der Ort wurde erstmals im Jahre 1303 urkundlich erwähnt.
Mühlendorf war eine selbstständige Gemeinde mit dem Gemeindeteil Seehöflein. Im Jahr 1959 wurde Kreuzschuh von der Gemeinde Hartlanden nach Mühlendorf umgegliedert. Am 1. Januar 1978 wurde im Zuge der Gemeindegebietsreform die Gemeinde aufgelöst; alle drei Orte wurden in die Gemeinde Stegaurach eingegliedert.

### Einwohnerentwicklung
| Jahr      | 1904 | 1950 | 1961 | 1970 | 1987 | 2000 | 2005 | 2010 | 2012 |
| Einwohner | 336  | 462  | 663  | 703  | 612  | 790  | 803  | 839  | 827  |

## Wirtschaft und Infrastruktur

### Wirtschaft
Mühlendorf ist Sitz des Bus- und Bauunternehmens Matthäus Metzner. Es gibt eine kleine Brauerei namens Mühlenbräu, zu der der Brauereigasthof Alte Mühle gehört. Das Mühlengebäude wurde um 1348/1349 gegründet, sie gehört zu den ältesten Mühlen Oberfrankens.

### Verkehr
Die Staatsstraße 2276 verbindet den Ort im Osten mit Stegaurach und im Westen mit Erlau und Walsdorf. Gemeindeverbindungsstraßen bestehen nach Kreuzschuh und Hartlanden.
Eine Stadtbuslinie und eine Linie der Omnibus-Verkehrsgesellschaft-Franken (OVF) verbinden Mühlendorf mit Bamberg und etlichen Dörfern (Untersteinbach, Grub, Trossenfurt, Ebelsbach) im Steigerwald.

### Regelmäßige Veranstaltungen
- Johannifeuer
- Kirchweih am zweiten Sonntag im September
- Theateraufführungen des Theatervereins im Herbst